# Pasarela del Agua (Sevilla)
La pasarela del Agua, también conocida como puente de tablas o pasarela de Chapina, fue un puente que cruzaba el Guadalquivir en Sevilla a la altura donde hoy en día se encuentra el puente del Cristo de la Expiración, y que cumplía la doble función de pasarela peatonal y soporte de las tuberías de agua que abastecían Sevilla desde el Aljarafe y la sierra norte de Sevilla. En la copia de la documentación del proyecto del archivo de la Institution of Civil Engineers de Londres aparece definida como pasadera del agua debido a que su función primaria era la conexión hidráulica y el peatonal un uso secundario.

## Historia
En 1890, ante la necesidad abastecer de agua  a la ciudad de Sevilla desde el Aljarafe, se comenzó a construir la llamada pasarela del agua, el tercero de los puente que cruzaba el Guadalquivir a la altura de Sevilla tras el puente de Triana y el puente ferroviario de Alfonso XII.
El puente, fue construido gracias a la iniciativa privada, en concreto, por la Seville Water Works Company  -conocida en la ciudad como el agua de los Ingleses- la cual había contratado  en 1883 con el Ayuntamiento el suministro de agua a la ciudad de Sevilla durante 99 años, aunque este, fue rescatado anticipadamente en 1947.
Su diseño, era muy similar al del cercano puente de la línea férrea de Huelva, el puente de Alfonso XII y fue realizado por el ingeniero inglés Charles Arthur Friend y el español Alfonso Escobar. La estructura metálica, fue  prefabricada en Bilbao y esta, apoyaba sobre tubos de acero rellenos que se hundían en el lecho del río rellenos de hormigón. Cruzaba desde las cercanías de la Puerta Real hasta la zona de Chapina en el barrio de Triana.
Tras desviarse el cauce del río por la corta de Chapina, con el posterior aterramiento en 1948 del río en dicha zona y la conversión del cauce histórico en una dársena, tanto la pasarela del agua como el puente de Alfonso XII perdieron su utilidad, aunque la pasarela siguió utilizándose peatonalmente hasta la apertura de la avenida Cristo de la Expiración en 1959, tras lo cual fue demolida.